# Макіївка (Білоцерківський район)
Макі́ївка — село в Україні, в Узинській міській громаді Білоцерківського району Київської області. До 2020 року центр сільської ради. Розташоване над річкою Красною. Місцевість в пагорбах з чудовим краєвидом, у річку Красна впадає багато струмків. Населення — близько 750 жителів. Герб села є промовистим.

## Історія
Село засноване наприкінці XV — на початку XVI ст.
Як свідчать народні перекази, його назва пішла від того, що на цих землях добре родив мак, а тому місцеві жителі багато сіяли його не лише для власного вжитку, але й на продаж.
1750 року у селі було збудовано дерев'яну Покровську церкву. Через століття, у 1861 році, на її місці було збудовано нову церкву, що була зруйнована у 1930-і роки. Багатолітнім (із 1892 і щонайменше до середини 1910-х років) настоятелем був священик Петро Гребенецький.
1994 року у селі було збудовано нову Покровську церкву.
В 1929 році було утворено три колгоспи: «Шляхом Леніна», ім. Шеченка та ім. Сталіна.
У 1932 році колгоспи з'єднали і назвали «Ленінським шляхом».
Метричні книги, клірові відомості, сповідні розписи церкви Покрова Пресвятої Богородиці с. Макіївка (приписні сс.*Стефанія, Павлівка, Юзефівка, Красна, Затишшя) Василівської волості Васильківського пов. Київської губ. зберігаються в ЦДІАК України. http://cdiak.archives.gov.ua/baza_geog_pok/church/maki_005.xml
Під час організованого радянською владою Голодомору 1932—1933 років померло щонайменше 425 жителів села.

## Постаті
- Орел Павло Опанасович (1939—2014) — тренер з кікбоксингу, майстер спорту міжнародного класу, заслужений тренер СРСР, України та Киргизстану.